# Metalibitia argentina
Metalibitia argentina is een hooiwagen uit de familie Cosmetidae.